# Itil
Itil o Atil (in russo Итиль? o Атиль, in turco İtil) fu la capitale della Cazaria dalla metà dell'VIII secolo alla fine del IX. Il nome significa "grande fiume" ed è utilizzato in diverse lingue turche per indicare il Volga.

## Storia

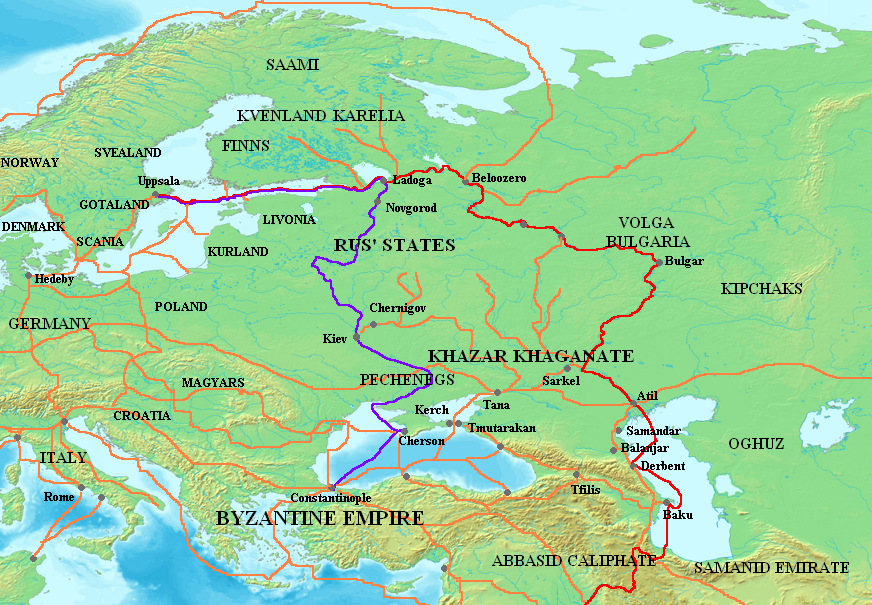
Mappa che mostra le principali vie commerciali variaghe: la via del Volga (in rosso) e la via variago-greca (in viola). Altre vie tra i secoli VIII e XI sono mostrate in arancione.

Itil era situata sul delta del Volga all'estremità nordoccidentale del Mar Caspio. In seguito alla sconfitta dei Cazari nella seconda guerra arabo-cazara, Itil divenne la capitale della Cazaria. La città è indicata come Khamlij nelle fonti arabe del IX secolo, ed il nome Itil appare nel X secolo. Al suo apice, la città era un grande emporio commerciale, ed era formata da tre parti separate dal Volga. La parte occidentale comprendeva il centro amministrativo della città, con un tribunale e una grande guarnigione militare. La parte orientale fu costruita successivamente e fungeva da centro commerciale di Itil, con molti bagni pubblici e negozi. Tra di esse vi era un'isola sulla quale sorgevano i palazzi del Khagan dei Cazari e del Khagan Bek. L'isola era collegata a una delle altre parti della città da un ponte di barche. Secondo le fonti arabe, solo una parte della città portava il nome di Itil, mentre l'altra era denominata Khazaran.
Itil era una città multietnica e con la presenza di diverse religioni, abitata da ebrei, cristiani, musulmani, seguaci dello sciamanesimo e pagani, molti dei quali erano mercanti provenienti da paesi stranieri. Ogni gruppo religioso aveva i propri luoghi di culto in città, e c'erano sette giudici incaricati di dirimere le questioni (due cristiani, due ebrei, due musulmani e uno per gli adepti dello sciamanesimo e gli altri pagani).
Svjatoslav I di Kiev saccheggiò Itil nel 968 o 969. Ibn Hawqal e al-Muqaddasi citano Itil dopo il 969, cosa che indica che la città potrebbe essere stata ricostruita. Al-Biruni, a metà dell'XI secolo, riportò che Itil era di nuovo in rovina, e non menzionò la successiva città di Saqsin che fu costruita nelle vicinanze.

## Sito presunto
I resti archeologici di Itil non sono mai stati identificati con certezza. Si è ipotizzato che siano stati sommersi dall'aumento di livello del Mar Caspio. Comunque, a partire dal 2003, Dmitri Vasil'ev dell'Università statale di Astrachan' ha condotto una serie di scavi nel sito di Samosdelskoe presso il villaggio di Samosdelka (Самосделка) nel delta del Volga. Vasil'ev ha collegato i reperti del sito con le culture cazara, oghuz e bulgara, portandolo a credere di avere scoperto il sito di Saqsin. La questione non è ancora risolta. Nel 2006 Vasil'ev rivelò la sua opinione che lo strato più basso nel sito di Samosdelka corrisponda al sito di Itil. Nel 2008, un gruppo di archeologi russi annunciò di avere scoperto le rovine di Itil. Nei due decenni successivi, Damir Solovëv propose che il sito di Semibugry (Семибугры), anche situato nel delta del Volga, potesse essere i resti archeologici di Atil, invece di Samosdelka.

## Galleria d'immagini

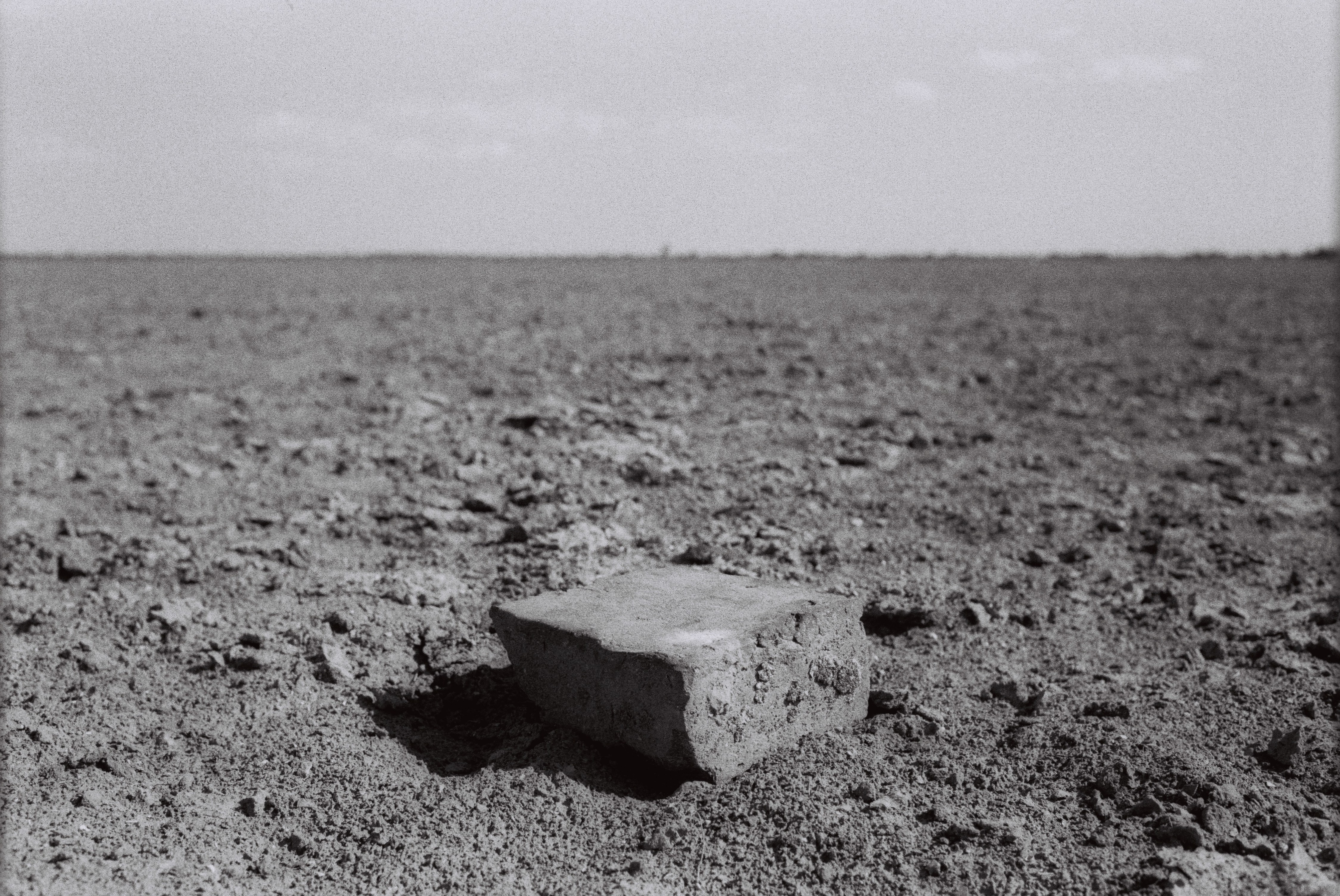
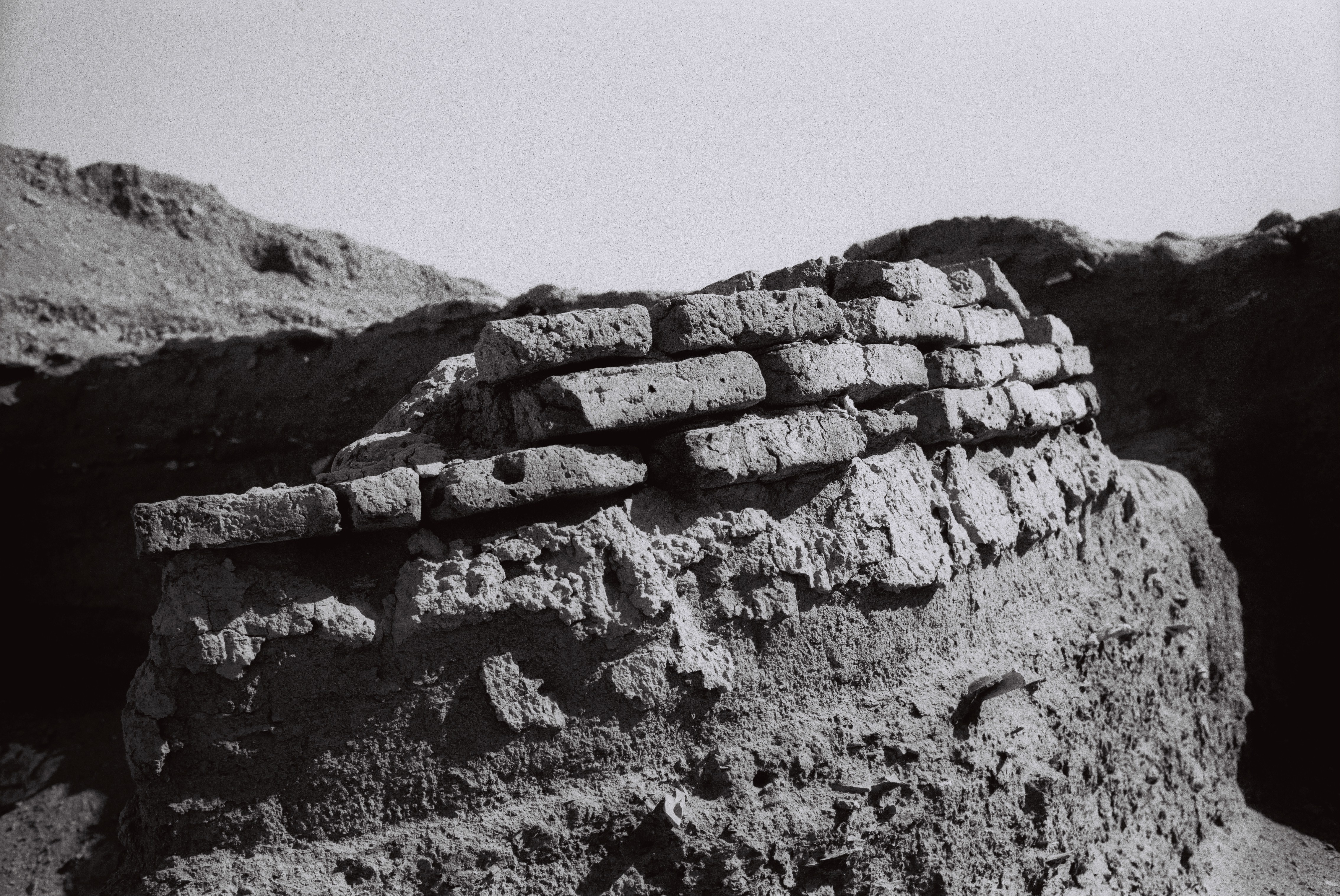
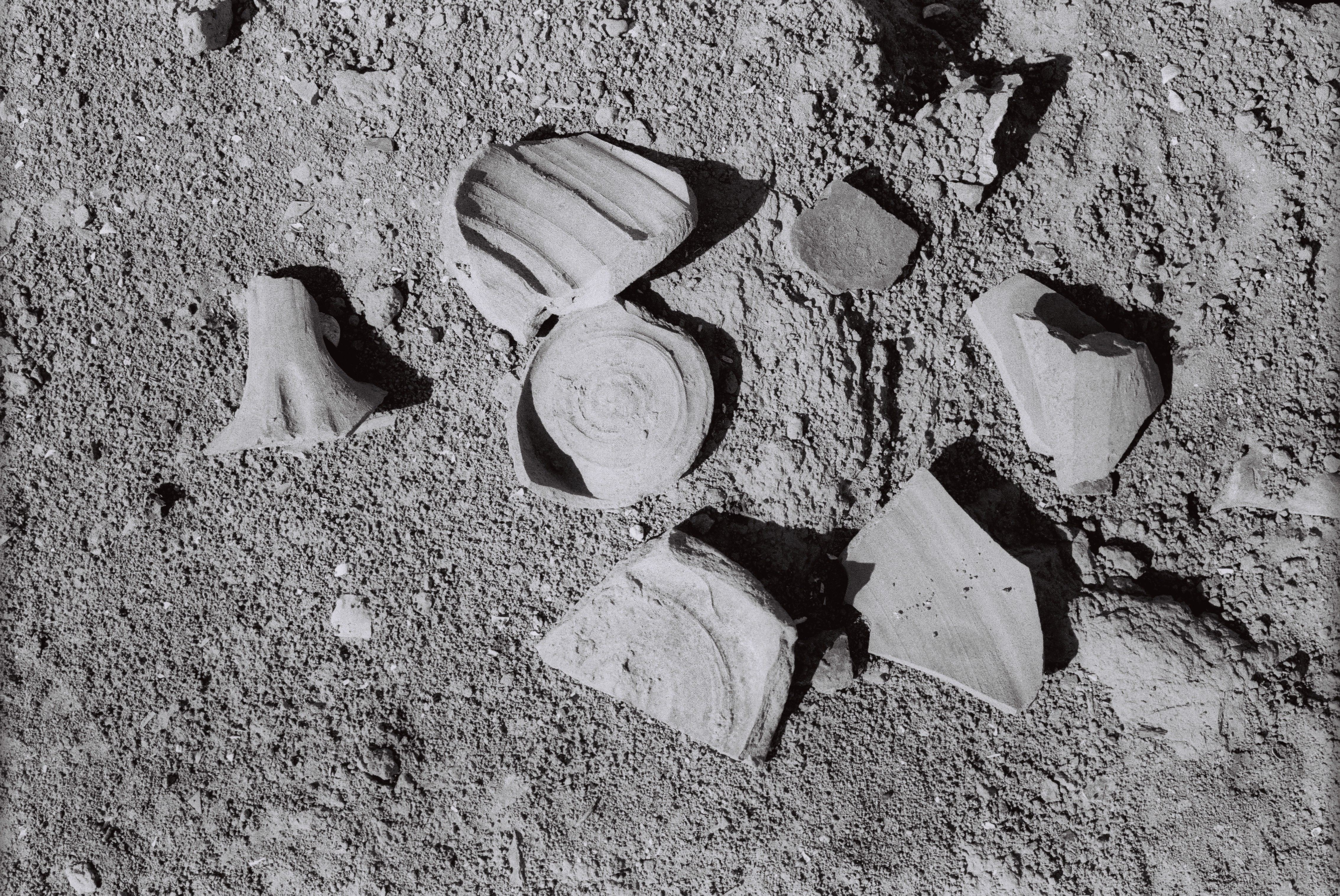
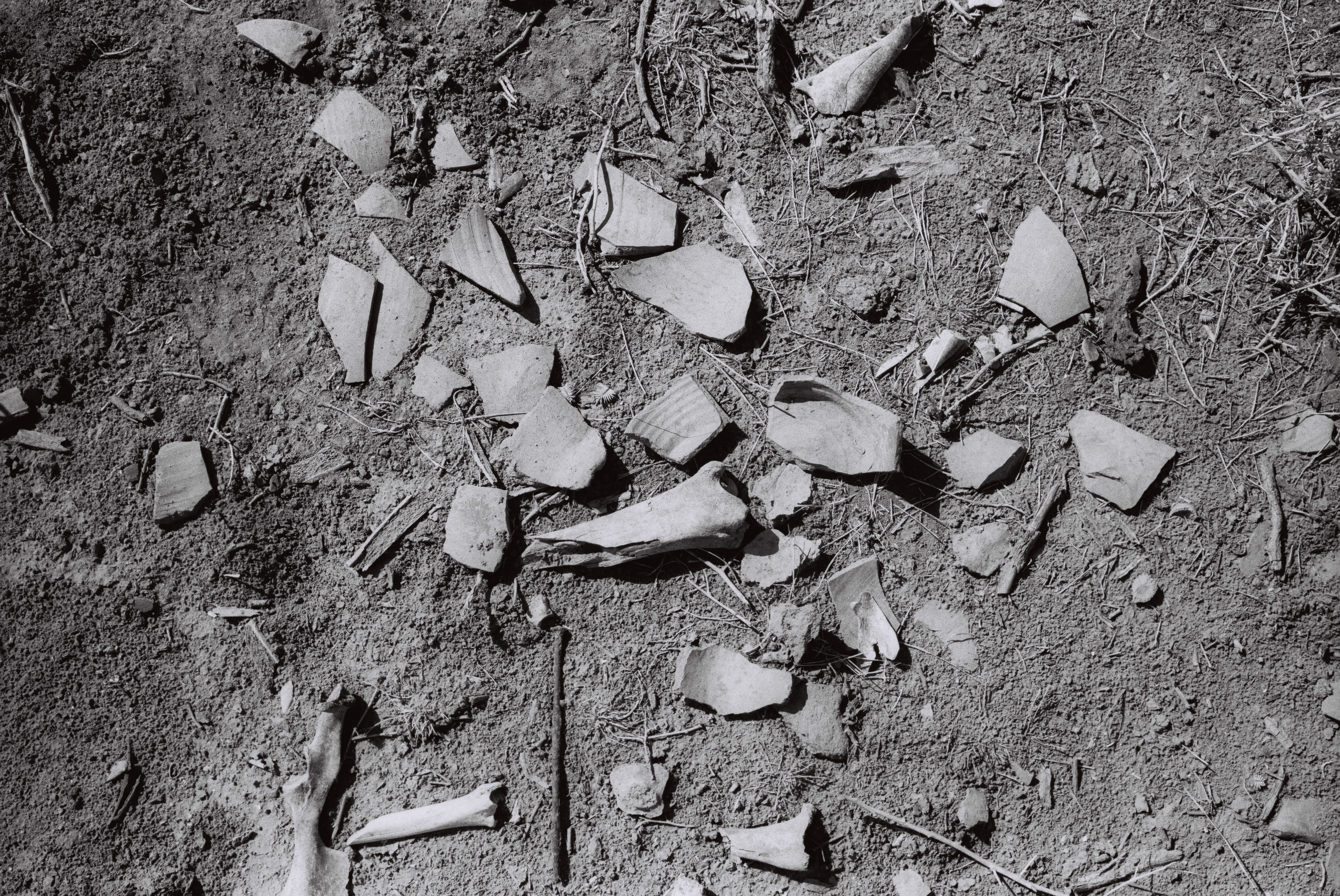